# مانیک بربریان
مانیک تادئوسی بربریان (ارمنی: Մաննիկ Ռեթեոսի Պերպերյան؛ انگلیسی: Manning Berberian زادهٔ ۱۸۸۳ - درگذشته ۱۹۶۰) شاعر، رمان‌نویس، مترجم، خواننده اهل ارمنستان بود.

## زندگی‌نامه
وی در ۱۸۸۳ یا ۱۸۸۵ در اسکدار به دنیا آمد وی خواهر شاهان بربریان بود.   وی در ۱۹۶۰ در سن ۷۷ سالگی در فرانسه درگذشت.

## نگارخانه

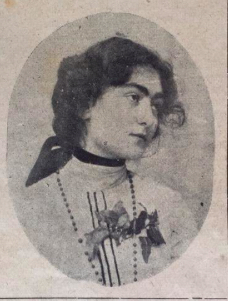